# 필리케 에테리아
필리키 에테리아(그리스어: Φιλικὴ Ἑταιρεία Filikī́ Etaireía[*]) 또는 친구들의 사회(그리스어: Ἑταιρεία τῶν Φιλικῶν Etaireía tôn Filikôn[*])는 1814년 오데사에서 설립된 비밀 정치 조직이자 혁명 조직으로, 그 목적은 오스만 통치를 오스만령 그리스에서 전복하고 독립적인 그리스 국가를 수립하는 것이었다. 사회 구성원들은 주로 콘스탄티노폴리스와 러시아 제국 출신의 젊은 파나리오테스 그리스인, 그리스 본토 및 섬의 지역 정치 및 군사 지도자들, 그리고 세르비아의 카라조르제와 루마니아의 투도르 블라디미레스쿠와 같이 헬레니즘의 영향을 받은 다른 국가 출신의 여러 정교회 기독교 지도자들이었다. 주요 지도자 중 한 명은 저명한 파나리오테스 왕자 알렉산드로스 입실란티스였다. 이 사회는 1821년 봄에 그리스 독립 전쟁을 시작했다.

## 번역 및 음역
"Φιλική"는 "우호적인"으로 직접 번역되며 "Ἑταιρεία"는 "사회", "회사" 또는 "협회"로 직접 번역된다. 일반적인 음역인 "Filiki Eteria"는 현대 그리스어 발음을 반영한다. 다른 가능한 음역으로는 그리스어 표기법을 반영하는 "Filike Etaireia"와 고대 그리스어 어원을 반영하는 "Philike Hetaireia"가 있다. 여기서 "우호적인"이라는 단어는 함께 어울리는 사람들을 의미하는 것이 아니라 같은 목표를 향해 노력하는 동맹국을 의미한다.

## 설립

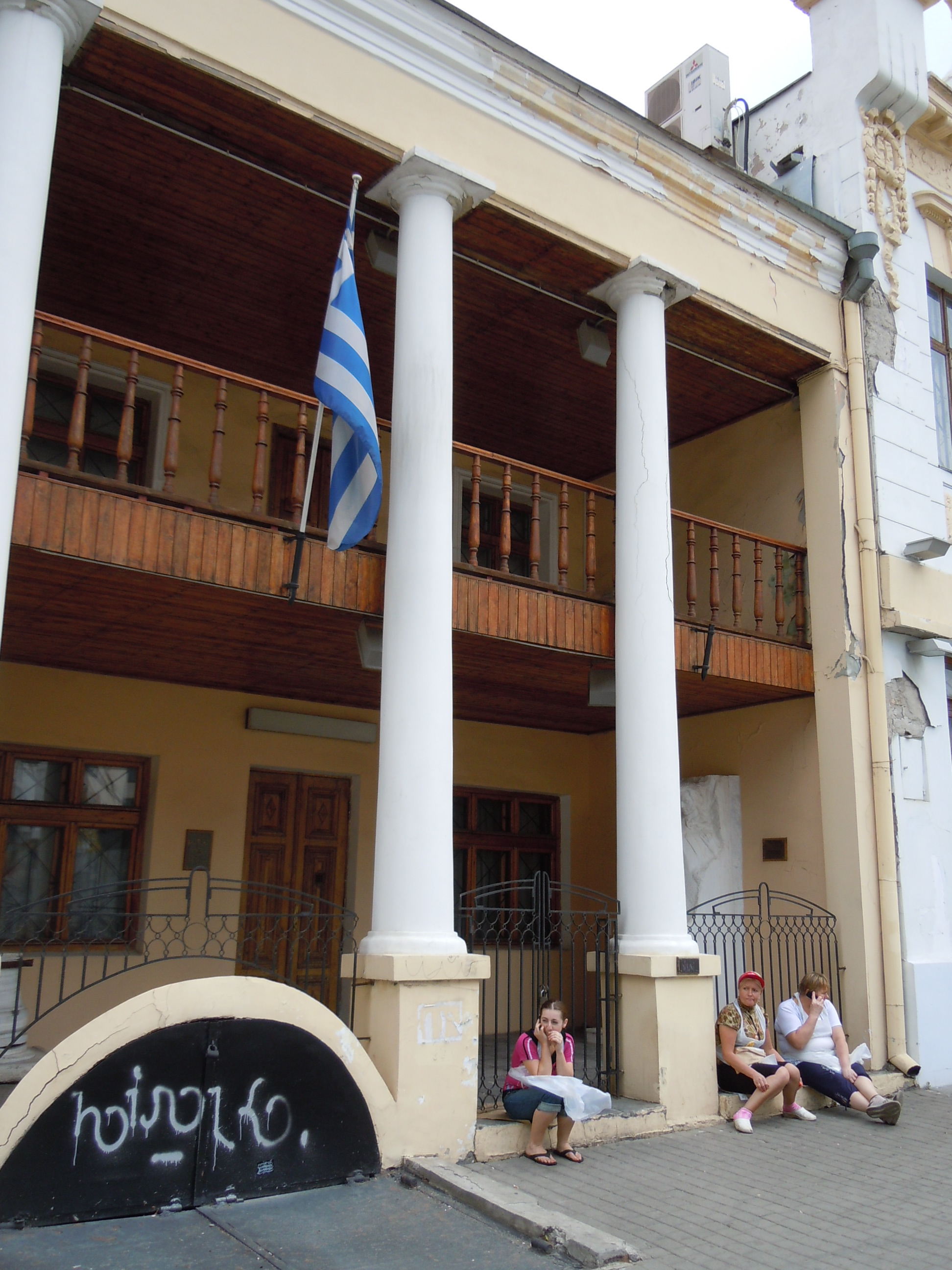
오데사 그리스 광장에 있는 필리키 에테리아 건물

터키 점령으로부터의 독립에 대한 열렬한 열망 속에서, 유럽의 다른 유사한 비밀결사의 명백한 영향을 받아, 세 명의 그리스인이 1814년 오데사에 모여 프리메이슨 방식으로 비밀 조직의 헌법을 결정했다. 그 목적은 모든 그리스인들을 무장 조직으로 통합하여 터키 통치를 전복하는 것이었다. 세 명의 창립자는 아르타 현 출신의 니콜라오스 스쿠파스, 파트모스섬 출신의 엠마누일 잔토스, 그리고 이오아니나 출신의 아타나시오스 차칼로프였다. 곧 그들은 네 번째 회원인 안드리차이나 출신의 파나요티스 아나그노스토풀로스를 가입시켰다.

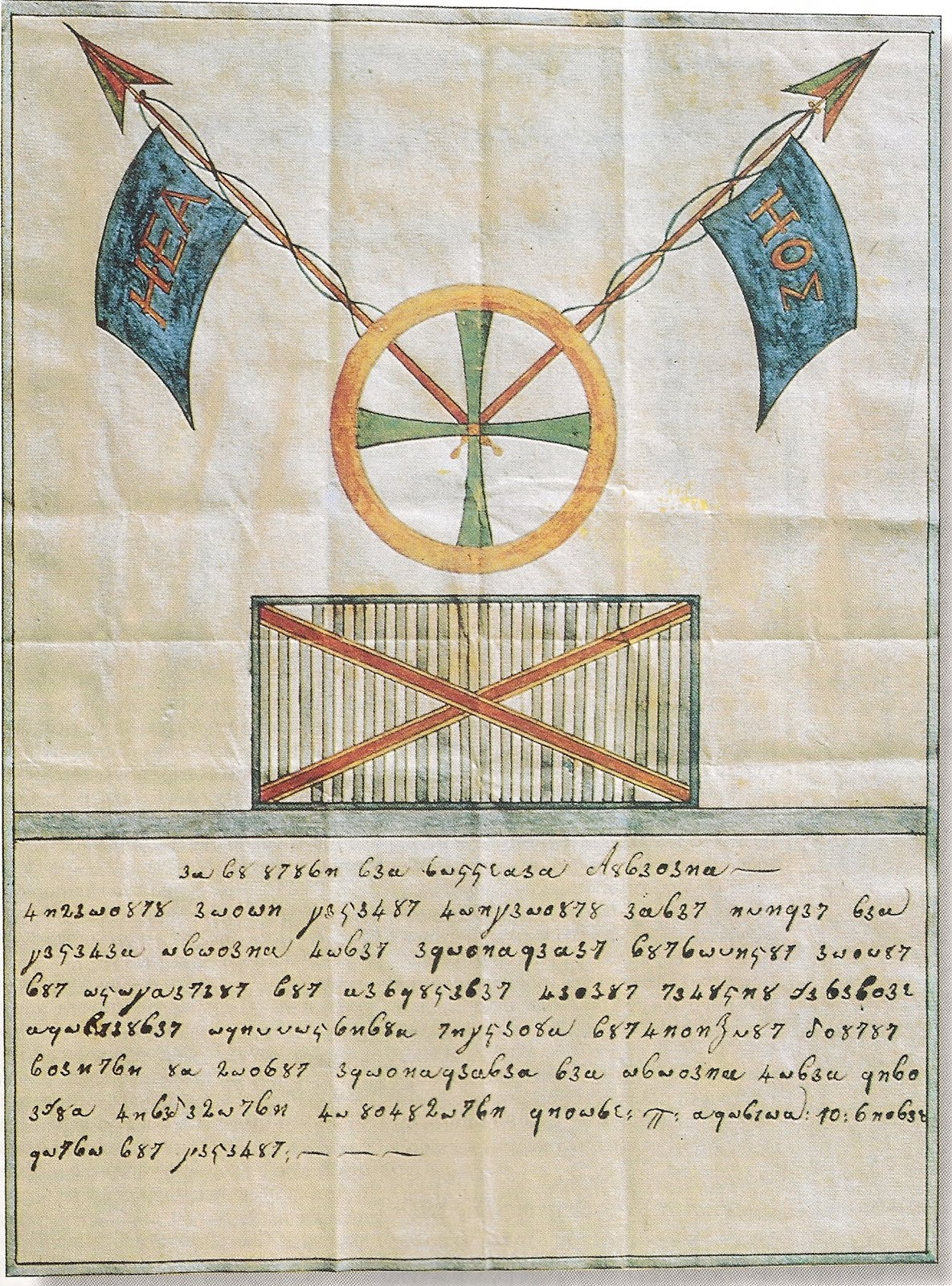
필리키 에테리아의 휘장이 그려지고 암호화된 알파벳으로 쓰인 필리키 에테리아 여권.

스쿠파스는 카르보나리당에 가입한 콘스탄티노스 라도스를 만났다. 잔토스는 레프카다의 프리메이슨 롯지("성 마브라의 자유 건축가 협회")에 가입했고, 차칼로프는 그리스 해방을 위한 초기 관련 협회인 헬레노글로소 제노도체이오 (그리스어: Ελληνόγλωσσο Ξενοδοχείο, 그리스어 사용 호텔을 의미)의 창립 멤버였다. 이 협회는 파리에서 설립되어 그리스 민족주의 사상에 기여했다.
초기에는 1814년부터 1816년 사이에 약 20명의 회원이 있었다. 1817년에는 러시아의 디아스포라 그리스인과 몰다비아 공국 및 왈라키아의 다뉴브 공국에서 회원들을 가입시켰다. 몰다비아의 왕자 미하일 수초스 자신도 회원이 되었다. 대규모 가입은 1818년에야 시작되었고, 1821년 초에는 이 사회가 그리스의 거의 모든 지역과 해외 그리스 공동체로 확장되면서 회원 수가 수천 명에 달했다. 회원 중에는 상인, 성직자, 러시아 영사, 파나르 출신 오스만 관리, 혁명적 세르브인이 있었는데, 특히 세르비아 혁명의 지도자이자 현대 세르비아의 아버지이며 카라조르제비치 왕조의 창시자인 카라조르제 페트로비치도 포함되었다. 회원에는 그리스 혁명의 주요 선동가인 테오도로스 콜로코트로니스, 오디세아스 안드루초스, 디미트리스 플라푸타스, 파파플레사스 및 대주교 파트라스의 게르마노스가 포함되었다.

## 계층 및 입회

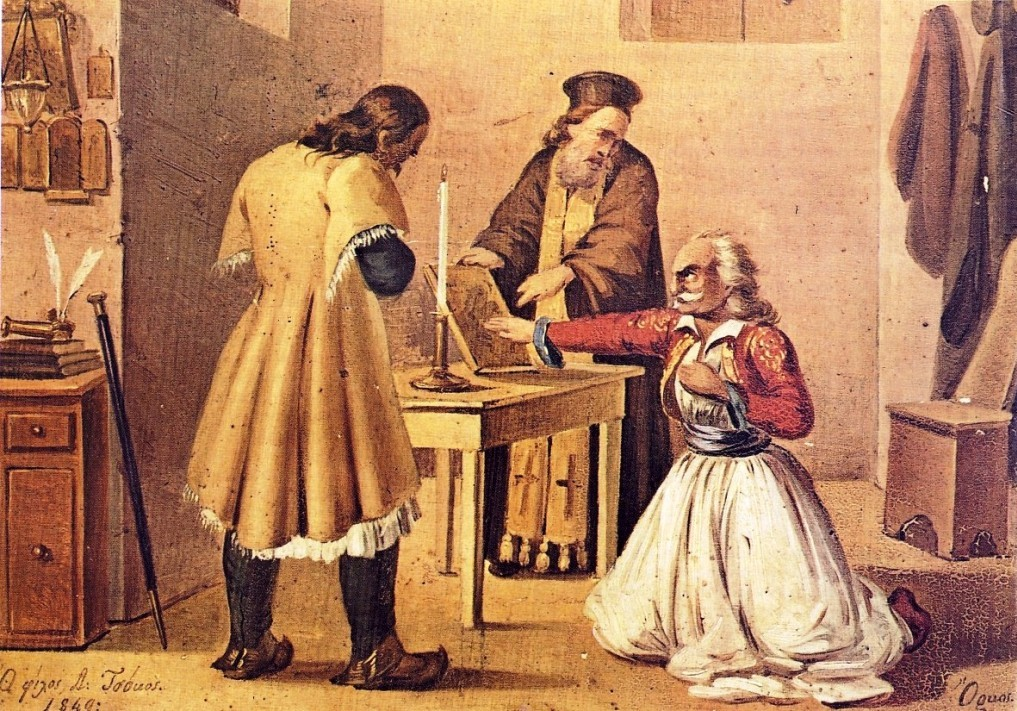
사회 입회 서약, 디오니시오스 초코스의 그림, 1849년.

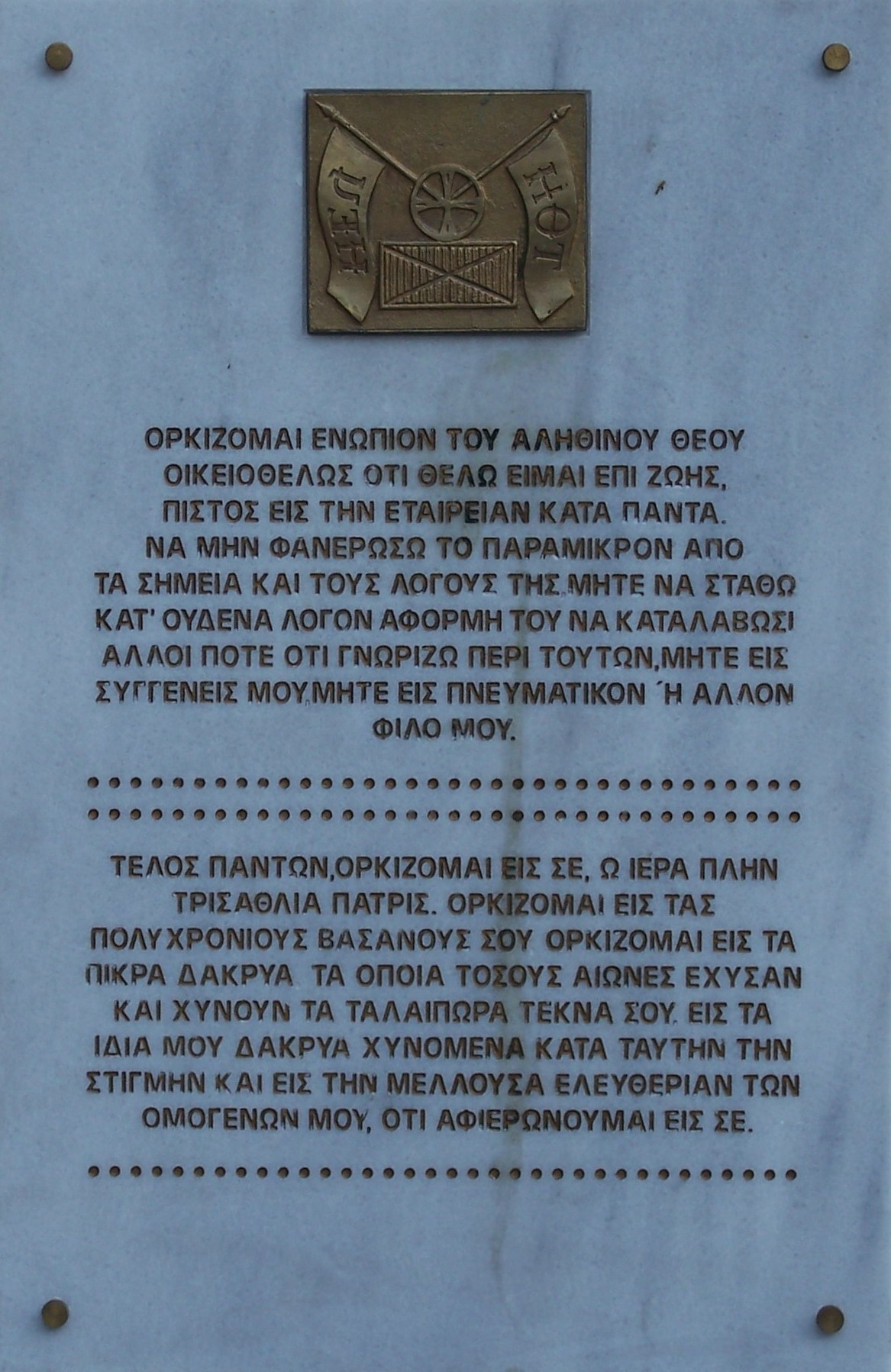
아테네 콜로나키 기념비에 쓰인 필리키 에테리아의 대서약.

필리키 에테리아는 카르보나리당과 프리메이슨에 강한 영향을 받았다. 지도자 그룹은 자신들이 "보이지 않는 권위"(Αόρατος Αρχή)의 명령을 전달한다고 말하며 결정을 내리고 전파했다. 이 권위는 한 명 또는 여러 명의 강력한 인물로 여겨져 처음부터 신비, 비밀, 매력에 싸여 있었다. 많은 중요한 인물들이 회원이었고, 저명한 그리스인뿐만 아니라 러시아의 차르 알렉산드르 1세와 같은 저명한 외국인들도 회원이라고 일반적으로 믿어졌다. 실제로는 초기에는 보이지 않는 권위는 세 명의 창립자만으로 구성되었다. 1815년부터 1818년까지 다섯 명이 더 보이지 않는 권위에 추가되었고, 스쿠파스의 죽음 이후 세 명이 더 추가되었다. 1818년, 보이지 않는 권위는 "열두 사도 권위"로 이름이 변경되었고 각 사도는 별도의 지역에 대한 책임을 맡았다.
조직 구조는 피라미드 형태였으며, "보이지 않는 권위"가 상층부에서 조정했다. 누구도 조직을 만든 사람이 누구인지 알거나 물을 권리가 없었다. 명령은 무조건적으로 수행되었고 회원들은 결정을 내릴 권리가 없었다. 사회 회원들은 "성전"이라고 불리는 곳에 모여 다음 네 가지 수준의 입회를 거쳤다: a) 형제(Αδελφοποίητοι) 또는 블라미데스(Βλάμηδες), b) 추천받은 자(Συστημένοι), c) 사제(Ιερείς) 및 d) 목자(Ποιμένες). 사제는 입회 의무를 맡았다.
| “ | 나는 진실과 정의의 이름으로, 지존하신 분 앞에서, 내 자신의 삶을 희생하고 가장 힘든 수고를 감내하며, 나에게 설명될 신비를 지키고, 내가 질문받는 모든 것에 진실로 답할 것을 맹세합니다. | ” |
|   | — 200, 50 |   |

사제가 새로운 회원에게 다가갈 때, 먼저 그의 애국심을 확인하고 사회의 목표에 대해 가르쳤다. 마지막 단계는 그에게 대서약(Μέγας Όρκος)이라고 불리는 길고 중요한 서약을 하게 하는 것이었다. 그 핵심의 대부분은 결론에 담겨 있었다.
| “ | 마지막으로, 나의 신성하고 고통받는 조국이여, 나는 그대에게 맹세하노라. 그대가 오랫동안 견뎌온 고난에 맹세하노라. 그대의 불행한 자녀들이 수세기 동안 흘린 쓰디쓴 눈물에, 그리고 지금 이 순간 내가 흘리고 있는 내 자신의 눈물에 맹세하노라. 나는 내 동포들의 미래 자유에 맹세하노라. 나는 나 자신을 온전히 그대에게 바치며, 이제부터 그대가 나의 생각의 원인과 대상이 되고, 그대의 이름이 나의 행동의 지침이 되며, 그대의 행복이 나의 수고의 보상이 될 것임을 맹세하노라. | ” |
|   | — 200, 50 |   |

위의 서약이 집행되면 사제는 입문자를 새로운 회원으로 받아들이는 말을 읊었다.
| “ | 보이지 않고 어디에나 계시며 본질적으로 의로우시며 범법자를 징벌하시고 악을 벌하시는 참된 하나님 앞에서, 에테리아 필리키의 법에 따라, 그리고 강력한 사제들이 나에게 부여한 권위에 따라, 나 자신이 받아들여졌듯이 그대를 에테리아의 품으로 받아들인다. | ” |
|   | — 200, 50 |   |

그 후 입회자들은 사회의 초심자 회원으로 간주되었으며, 이 직위의 모든 권리와 의무를 가졌다. 사제는 즉시 블라미데스 또는 형제들 사이의 모든 인식 표식을 공개할 의무를 가졌다. 블라미데스와 추천받은 자들은 조직의 혁명적인 목표를 알지 못했다. 그들은 단지 중요한 인물들이 그 구성원인 국민의 일반적인 이익을 위해 열심히 노력하는 사회가 존재한다는 것을 알고 있을 뿐이었다. 이 신화는 회원들의 사기를 진작시키고 개종을 더 쉽게 하기 위해 의도적으로 퍼뜨려졌다.

### 회원

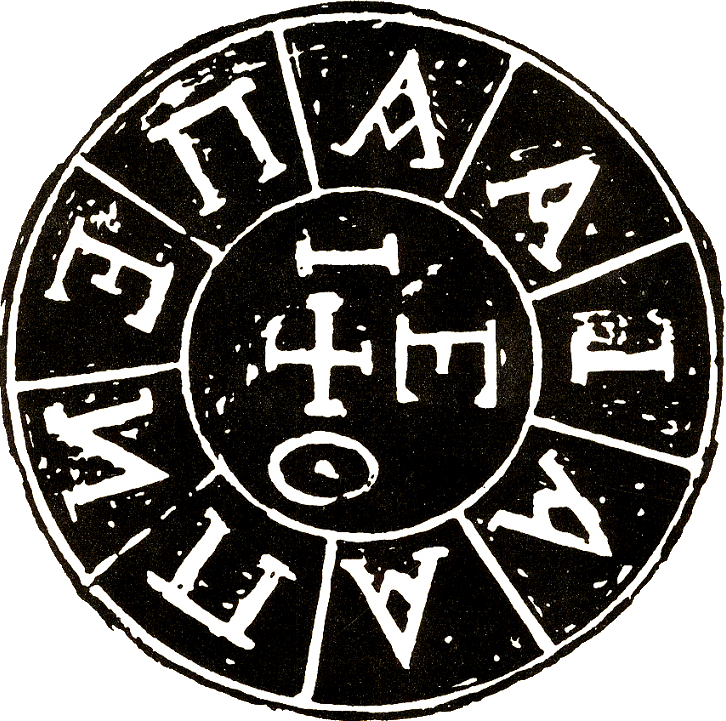
필리키 에테리아의 인장. 엠마누일 잔토스의 회고록에 따라 가장 중요한 회원들의 이름의 첫 글자를 암호화하여 포함하고 있다.

비밀 조직의 회원들은 세 부분으로 나뉜다: a) 에타이로이(사회 회원), 중요한 임무를 맡은 자, b) 사도(옹호자), 또한 중요한 임무를 맡은 자, c) 기타 모든 회원.
| 에타이로이 | 사도 |
| --- | --- |
| 1. 니콜라오스 스쿠파스 2. 아타나시오스 차칼로프 3. 엠마누일 잔토스 4. 안토니오스 코미조풀로스 5. 그레고리오스 플레사스 6. 파나요티스 아나그노스토풀로스 7. 파나요티스 세케리스 8. 안티모스 가지스 9. 니콜라오스 파치마디스 10. 아타나시오스 세케리스 11. 요르요스 레벤티스 12. 알렉산드로스 입실란티스 | 1. 아나그노스타라스 2. 크리스토포로스 페라이보스 1 3. 이아니스 파르마키스 4. 엘리아스 크리소스파티스 5. 카마리노스 키리아코스 † 6. 아리스테이데스 파파스 7. 니콜라오스 이파트루스 8. 데메트리오스 테멜리스 9. 안토니오스 펠로피다스 10. 니콜라오스 갈라티스 † 2 11. 카랄람보스 마티스 12. 요르요스 세케리스 13. 콘스탄티노스 펜테데카스 14. 아타나시오스 조딜로스 15. 가브리일 카타카지 3 |
| 1 출처에서는 크리스토둘로스 페라이보스(p. 44)로 언급됨. 2 출처에서는 N. 갈라티스(p. 44) 및 갈라니스(p. 45)로 언급됨. 3 출처에서는 요르요스 카타카지스(p. 44)로 언급됨. † 반역자로 죽임을 당한 회원(p. 45).                                                                                             | |
| 출처: 입회 날짜순으로 정렬된 12명의 에타이로이와 15명의 사도 목록. | |

다음은 필리키 에테리아 회원 중 가장 많은 입회를 주관한 순서로 정렬된 목록이다.
| 입회 횟수 | 이름                  | 직업   | 출신지           | 입회 주관자           | 입회 장소        | 연도 |
| --------- | --------------------- | ------ | ---------------- | --------------------- | ---------------- | ---- |
| 49        | 아나그노스타라스      | 군인   | 펠로폰네소스반도 | N. 스쿠파스           | 오데사           | 1817 |
| 36        | G. 디카이오스         | 성직자 | 펠로폰네소스반도 | P. 아나그노스토풀로스 | 콘스탄티노폴리스 | 1818 |
| 31        | N. 칼리바스           | 의사   | 자킨토스         | I. 아시마코풀로스     | 자킨토스         | 1819 |
| 30        | A. 파파스             | 교사   | 테살리아         | —                     | 이탈리아         | 1818 |
| 25        | K. 펜테데카스         | 상인   | 이피로스주       | N. 갈라티스           | 모스크바         | 1816 |
| 23        | S. 하하마키스         | 상인   | 콘스탄티노폴리스 | N. 스쿠파스           | 오데사           | 1817 |
| 23        | A. 스트라티고풀로스   | 상인   | 이즈미르         | —                     | 오데사           | 1820 |
| 18        | P. 아나그노스토풀로스 | 상인   | 펠로폰네소스반도 | N. 스쿠파스           | 오데사           | 1815 |
| 18        | N. 파부키스           | 교사   | 펠로폰네소스반도 | 아나그노스타라스      | 이드라섬         | 1818 |
| 17        | A. 추니스             | 상인   | 펠로폰네소스반도 | —                     | 오데사           | 1818 |
| 17        | E. 크리소스파티스     | 군인   | 펠로폰네소스반도 | N. 스쿠파스           | 오데사           | 1817 |
| 16        | N. 스쿠파스           | 상인   | 이피로스주       | —                     | 오데사           | 1814 |
| 15        | P. 아르발리스         | 상인   | 펠로폰네소스반도 | —                     | 콘스탄티노폴리스 | 1818 |
| 13        | P. 아타나시오우       | 상인   | 펠로폰네소스반도 | A. 차칼로프           | 콘스탄티노폴리스 | 1818 |
| 12        | G. 가초스             | 상인   | 이피로스주       | A. 코미조풀로스       | 모스크바         | 1817 |
| 12        | A. 펠로피다스         | 상인   | 이피로스주       | G. 디카이오스         | 콘스탄티노폴리스 | 1818 |
| 12        | S. 아르바니타키       | 상인   | 자킨토스         | N. 무자키스           | 갈라치           | 1820 |
| 11        | D. 파부키스           | 성직자 | 펠로폰네소스반도 | N. 파부키스           | 펠로폰네소스반도 | 1819 |
| 11        | T. 콜로코트로니스     | 군인   | 펠로폰네소스반도 | 아나그노스타라스      | 자킨토스         | 1818 |
| 10        | D. 펠로피다스         | 상인   | 펠로폰네소스반도 | P. 나움               | 오데사           | 1820 |
| 10        | I. 클라두스           | 의사   | 키티라섬         | P. 나움               | 이드라섬         | 1820 |

## 지도력 변경

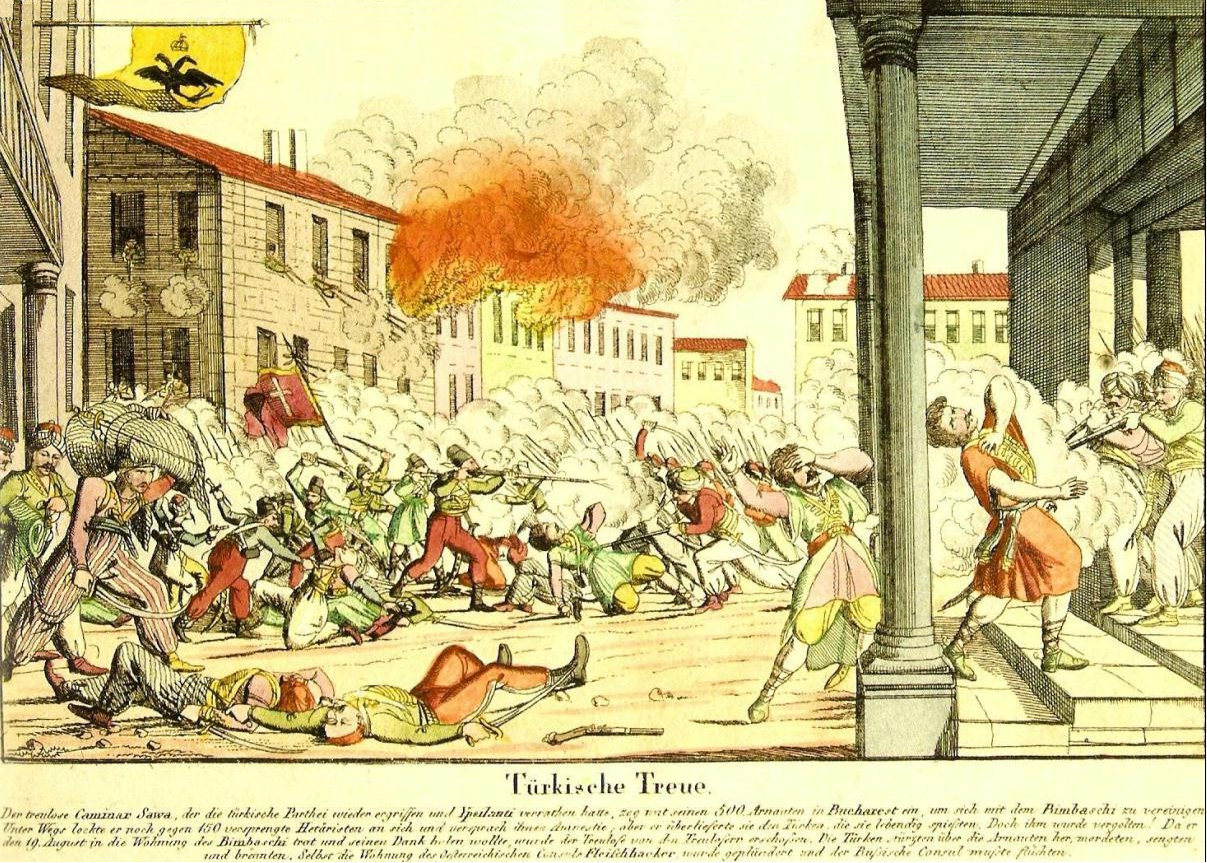
부쿠레슈티에서의 전투 (1821년)

1818년, 필리키 에테리아의 본부는 오데사에서 콘스탄티노폴리스로 이전했고, 스쿠파스의 죽음은 심각한 손실이었다. 남은 창립자들은 사회에 위신과 새로운 추진력을 더해줄 주요 인물을 찾아 지도권을 넘겨주려고 노력했다. 1818년 초, 그들은 요안니스 카포디스트리아스와 회담을 가졌지만, 그는 거부했을 뿐만 아니라 나중에 그리스에 불길한 혼란을 야기한 책임이 필리키 에테리아에 있다고 썼다.
알렉산드로스 입실란티스와 연락하여 필리키 에테리아의 지도부를 맡아달라고 요청했고, 그는 1820년 4월에 이를 수락했다. 그는 반란을 위한 적극적인 준비를 시작했으며, 신성 부대라고 명명된 군사 부대를 설립했다. 혁명 발발 장소에 대한 여러 제안이 있었는데, 그 중 하나는 제국의 심장부이자 혁명가들의 장기 목표였던 콘스탄티노폴리스였다. 최종적으로 결정된 것은 펠로폰네소스반도 (모레아)에서 시작하고 동시에 다뉴브 공국에서 속임수를 쓰는 것이었다. 사회는 특히 모레아의 파샤를 포함한 상당한 오스만 군대가 이오안니나의 알리 파샤에 대항하여 개입하는 것을 이용하고 싶어했다.

## 같이 보기
- 헬레노글로소 제노도체이오
- 필로무소스 에테리아
- 마리고 자라포풀라

## 더 읽어보기
- 부르나스, 타소스. Friendly Society: 그녀의 불법 조직과 외국인에 의한 박해, 톨리데스 브라더스, (아테네 1982).
- 구 파트라스의 대주교 게르마노스, 회고록, (서문, 색인, 참조 이오안나 이아나로풀로스 – 타소스 그리초풀로스), (아테네 1975).
- 코르다토스, 야니스. 리가스 페레오스와 발칸 연방, (아테네 1974).
- 잔토스, 엠마누일. Friendly Society를 위한 회고록, (1834년 판의 영인본), 베르기나, (아테네 1996).
- 미할레토스, 이오안니스. 그리스 비밀 사회의 역사: 필리키 에테리아의 구조와 의식 보관됨 19 12월 2013 - 웨이백 머신, (www.balkanalysis.com 2007).